# 41e régiment d'artillerie de marine
Pour les articles homonymes, voir Rama.
Le 41e régiment d'artillerie de marine (41e RAMa) également appelé 41e régiment d'artillerie coloniale est une ancienne unité militaire de l'artillerie de marine française. Stationnée à La Fère, dans l'Aisne jusqu'à sa dissolution le 1er juillet 1993. Il appartenait à la 8e division d'infanterie. Le 28 juin 2001, le Groupement du service militaire adapté de Nouvelle-Calédonie (GSMA-NC) hérite de l'étendard et des traditions du 41e régiment d'artillerie de marine et de ses traditions.

## Création
- Le 1er juin 1915 : création de la 10e DIC dont l'artillerie se compose des 3e et 4e groupes du 29e régiment d'artillerie et du 9e groupe du 3e RAC. Le 1er avril 1917 ces trois groupes forment le 229e régiment d'artillerie de campagne (RAC).
- Le 1er mai 1918, le 229e régiment d'artillerie de campagne prend l'appellation de 41e régiment d'artillerie de campagne coloniale (RACC).

## Chefs de corps
- 1918 - 1919 : lieutenant-colonel Carteron[1]
- 1945 - 1947 : lieutenant-colonel Vayssières
- 1947 - 1948 : lieutenant-colonel Morel
- 1952 - 1953 : lieutenant-colonel Gavet
- 1953 : colonel Deneffre
- 1954 - 1955 : lieutenant-colonel Companyo
- ...- 11 avril 1962 : colonel Parent
- 1962 - 1964 : Lieutenant-colonel Horgues Debat
- 1964 - 1967 : Colonel Noël
- 1967- 1969 : Colonel Jacques Mazin
- 1969 -1971 : lieutenant-colonel Bernard Dietrich
- 1971-1973 Colonel Daumard
- 1973-1975 Colonel Oléris
- 1975 - 1977 : colonel Billard
- 1977 - 1979 : lieutenant-colonel Fourcade
- 1979 - 1981 : Lieutenant-Colonel Louis Fondville
- 1981 - 1983 : Lieutenant-colonel Audiot
- 1983 - 1985 : Colonel Clappier
- 1985 -1987 : Colonel Peter
- 1987 -1989 : Colonel Claude Mariet
- 1989- 1991 : Lieutenant-colonel Durand
- 1991-1993 : lieutenant-colonel Jacod

## Historique

### LaPremière Guerre mondiale
Le 41e Régiment d'artillerie de campagne coloniale (R.A.C.C.) ne sera créé qu'au 1er mai 1918.

#### 1918
Il participe aux batailles:
- De La Marne 1918
- De Reims 1918
- De Saint-Mihiel 1918
- Violent bombardement le 19 juillet 1918. Citation no 100 à l'ordre du régiment le 17 août 1918 d'un conducteur ayant sauvé ses avant-trains sous le violent bombardement du 19 juillet 1918.

Se bat sur la Meuse le 30 octobre 1918 (conducteur de batterie blessé ce jour-là en sauvant une batterie)

### L'entre-deux-guerres
Le 7 mars 1919 Dissolution du régiment. Le 3e groupe formé des classes jeunes est incorporé au 1er R.A.C.C.. Les deux premiers groupes sont dissous lorsque leurs personnels sont rendus à la vie civile.

### LaSeconde Guerre mondiale
Le 41e R.A.C est recréé le 1er octobre 1939 à l'aide du 11e et 12e Régiments d'Artillerie coloniale à Lorient. Il fait partie de la Division Nord en Syrie. En juin 1940 Dissolution du 41e R.A.C. au Maroc. L'étendard est gardé par le 10e R.A.C à Nîmes.

### L'après Seconde Guerre mondiale
- En octobre 1945 Création des I, II et III/41e R.A.C reconstitué à Madagascar avec des éléments du 14e R.A.C Bourbon Madagascar.
- Le 31 janvier 1948 Dissolution des II et des III/41e R.A.C et de l'État-Major du Régiment.
- Le 1er juillet 1951 Création du IX/41e R.A.C.
- Le 30 septembre 1951 Dissolution du I/41e R.A.C. (Le 41e R.A.C. est à 2 groupes, le 9e et le 4e)
- Le 1er octobre 1951 Création du groupement autonome du 41e R.A.C. et du II/41e R.A.C.
- Le 1er novembre 1951 Création du III/41e R.A.C.

- Le 1er janvier 1951: L'État-Major du Régiment est reconstitué. Le Régiment est à deux groupes autonomes, les I/41e et II/41e.
- Le 3 janvier 1952 Création du I/41 R.A.C.
- Le 30 juin 1952: Le 1/41 prend l'appellation de 5e Groupe d'Artillerie Vietnamienne et se voit transféré à l'Armée Vietnamienne. Dissolution du groupement autonome du 41e R.A.C.
- Entre le 1er juillet 1952 et le 15 septembre 1955 Changement des numéros de groupes.
- Le 16 septembre 1955: Dissolution du 41e R.A.C, les groupes demeurent et forment Corps. 1er et 5e groupes deviennent autonomes, le 11e groupe es transféré au Maroc.
- Entre le 7 janvier et le 7 avril 1956 Dissolution des groupes.
- Le 1er octobre 1956 3e groupe du 10e R.A.C. constitué par des rappelés de la 553e Demi Brigade de fusiliers de l'Air est formé à Nouzaiaville et est cantonné à Marengo.
- En 1958 le 3e/10e R.A.C.devient 3e/10e R.A.Ma
- Le 9 mars 1962 Le III/10e RAMa quitte l'Algérie.
- Le 1er avril 1962. Par décision ministérielle le 10e R.A.Ma prend la dénomination de 41e régiment d'artillerie de marine. Le régiment est accueilli par le colonel Parent le 11 avril 1962 à 0 h 20 à La Fère (Aisne) berceau de L'artillerie Française puisque la 1re école et le 1er régiment d'artillerie étaient respectivement créés dans cette cité en 1719 et 1765.
Par décision ministérielle en date du 4 mars 1962 le 3e groupe/ 10e R.A.Ma prend la dénomination de 41e régiment d'artillerie de marine à compter du 1er avril 1962 il est le Régiment d'Artillerie organique de la 14e brigade mécanisée de la 8e Division et reçoit son étendard le 27 juillet 1962 des mains du Général Huet.
 À la suite de la réorganisation de 1979, il devient le régiment d'artillerie de la 8e Division d'Infanterie. Ce régiment faisait partie du 3e Corps d'Armée (Lille) et a été dissous le 30 juillet 1993 1993[2].
- Le 28 juin 2001, le GSMA-NC (Groupement du service militaire adapté de Nouvelle-Calédonie) hérite de l'étendard et des traditions du 41e régiment d'artillerie de marine.

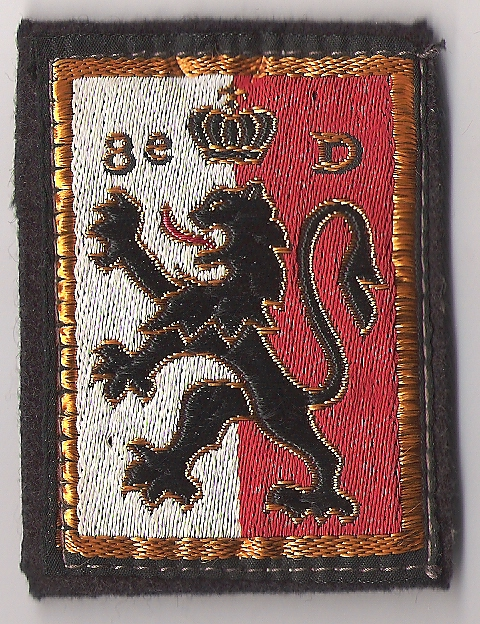
Insigne de la 8e Division d'Infanterie.
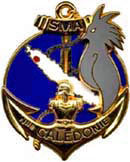
Insigne du Groupement du service militaire adapté de Nouvelle-Calédonie.

## Insigne du41erégimentd'artillerie coloniale
Créé sous le nom de 41e RAC le 1er mai 1918 au Levant, dissous en 1919, rétabli en 1939-1940 et engagé en Indochine jusqu’à 1955 à sa dissolution. écu bleu bordure rouge à un dragon noir autour de pagodon blanc le tout sur ancre et canons croisés sigle.

## Insigne du41erégimentd'artillerie de marine
Écu bleu bordure rouge à un dragon noir autour de pagodon blanc le tout sur ancre et canons croisés sigle 41e R.A.Ma.

## Étendard du régiment
Il porte, cousues en lettres d'or dans ses plis, les inscriptions:

## Décorations
Sa cravate est décorée:
- de la Croix de guerre 1914-1918 avec 2 citations à l'ordre de l'armée,
- de la fourragère aux couleurs du ruban de la Croix de guerre 1914-1918.

## Chefs de Corps
- 1976....-....Lieutenant-colonel Billard
- ....-.... Lieutenant-colonel Hotier.

## Sources et bibliographie
- Jean-Marc Lanclume, Les Troupes de Marine : quatre siècles d'histoire, Lavauzelle, 2004.
- Historique du 41e Régiment d'Artillerie de Marine